# Tuzes-Adaz
Tuzes-Adaz a Csillagok háborúja elképzelt univerzumának egyik szereplője.

## Leírása
Tuzes-Adaz a nelvaan fajba tartozó nő, aki a Rokrul nevű falu vezére. Bőrszíne szürkéskék. Szem- és hajszíne fekete. Magassága 1,5 méter.

## Megjelenése a filmekben
Ezt a vezérnőt a „Csillagok háborúja: Klónok háborúja” című amerikai rajzfilmsorozat 22., 23. és 25. részeiben láthatjuk. E részek idején Tuzes-Adaz fia éppen azt a kort éri el, amikor a férfivé váláshoz egy horax pikkelyt kell, hogy megszerezzen. Azonban ez nem sikerül mert Anakin Skywalker túlbuzgóságában megöli a horaxot. Ekkor Tuzes-Adaz elviszi Skywalkert és Obi-Wan Kenobit a falujába, ahol ő és a falu sámánja, Orvos elmondják, hogy a falu férfiai eltűntek. Mivel Anakin ölte meg a horaxot, neki kell felderítenie a nelvaan harcosok hollétét.

## Fordítás
- Ez a szócikk részben vagy egészben a Tuzes-Adaz című Wookieepedia-szócikk fordítása. Az eredeti cikk szerkesztőit annak laptörténete sorolja fel.